# 1980年モスクワオリンピックのアイルランド選手団
1980年モスクワオリンピックのアイルランド選手団（1980ねんモスクワオリンピックのアイルランドせんしゅだん）は、1980年7月19日から8月3日にかけてソビエト連邦の首都モスクワで開催された1980年モスクワオリンピックのアイルランド選手団、およびその競技結果。今大会のアイルランド選手団は、ソビエト連邦によるアフガニスタン侵攻への抗議として五輪旗を使用した。

## 概要
今大会は銀メダル1個、銅メダル15個の合計2個のメダルを獲得した。アイルランド勢がメダルを獲得したのは1964年東京オリンピック以来4大会ぶり。

## メダル
| メダル | 選手名                                            | 競技       | 種目                   |
| ------ | ------------------------------------------------- | ---------- | ---------------------- |
| 銀     | デビッド・ウィルキンス ジェームス・ウィルキンソン | セーリング | フライングダッチマン級 |
| 銅     | ヒュー・ラッセル                                  | ボクシング | 男子フライ級           |